# Рена (Норвегия)
Рена — небольшой город в восточной Норвегии, община Омут, фюльке Иннландет. Основан в 1871 году в устье Гломмы и её притока Рены, в 140 км на север от Осло.

## Население
Население 2054 на 1 января 2008.

### Известные уроженцы
- Вестли, Анне-Катарина — норвежская детская писательница.

## Образование
Здесь расположен университетский городок Университета прикладных наук Внутренней Норвегии (норв. Høgskolen i Innlandet).